# Saint-Georges-de-Poisieux
Saint-Georges-de-Poisieux é uma comuna francesa na região administrativa do Centro, no departamento Cher. Estende-se por uma área de 15,54 km². Em 2010 a comuna tinha 466 habitantes (densidade: 30 hab./km²).